# Procházkova vila (Kladno)
Procházkova vila v Kladně je dům čp. 2049 v ulici Cyrila Boudy. Byla postavena ve stylu české moderny a dochovala se bez větších pozdějších zásahů, a proto je chráněna jako kulturní památka.

## Historie
Vilém Procházka (1890–1964) byl stavitel a soudní znalec v Kladně. V Kladně postavil tuto vlastní vilu, dům čp. 590 na nároží třídy T. G. Masaryka a Floriánské ulice, s Jaroslavem Buřilem podle návrhu Bohumila Slámy kladenskou poštu a podle projektu architekta Jaroslava Beránka rozhlednu na Kožové hoře v roce 1930.
Soukromou vilu si stavitel postavil v letech 1926–1927. Je to mohutná dvoupatrová zděná nárožní budova v duchu české moderny. Budova přibližně obdélníkového půdorysu se zajímavě řešeným hlavním vchodem a otevřeným schodištěm s betonovým zábradlím s dvěma kruhovými okénky. Terénní nerovnost pozemku do ulice Petra Bezruče, kde je hlavní průčelí, je s výrazným půlkruhovým arkýřem, jehož střecha je využita jako terasa. Sedlová střecha je pokryta bobrovkami. Moderní ráz dodává vile pás režných cihel mezi okny ve druhém patře. Při pozdějších úpravách byla vila narušena jen prosklenou přístavbou v druhém patře.